# Knorretje

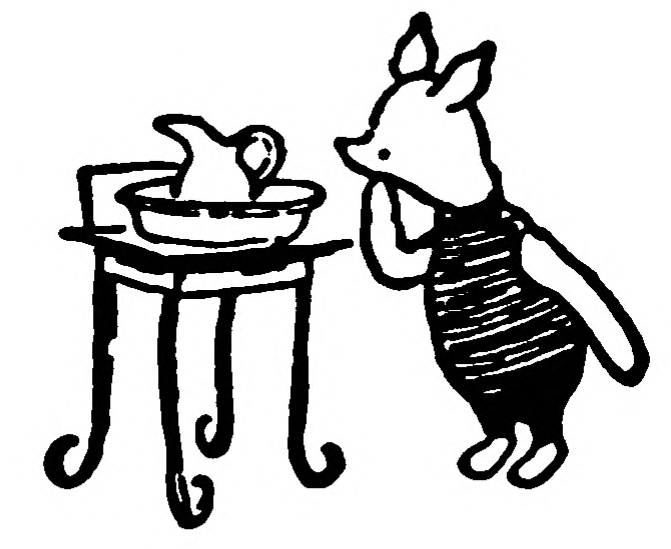
Knorretje van Ernest Howard Shepard

Knorretje (Engels: Piglet) is een personage uit de verhalen rond Winnie de Poeh van A.A. Milne. Het is een klein, lief, verlegen en bang varkentje en een vriend van Winnie. Hoewel Knorretje vaak bang is, kan hij moedig zijn als het nodig is. Kenmerkend is dat Knorretje wat stottert. De naam van Knorretje is de naam van het geluid dat een varken maakt (knorren). In het Engels heet Knorretje Piglet, dat biggetje betekent. 
Knorretje heeft, naast de rol die hij heeft in de avonturen van Winnie de Poeh, een eigen film genaamd Knorretjes Grote Film (Engels: Piglet's Big Movie). Er wordt vaak gedacht dat Knorretje een meisje is, maar in de boeken wordt hij beschreven als jongen.

## Stem in Disneyfilms
De stem van Knorretje was in de Verenigde Staten John Fiedler (1968-2005), waarna Phil Baron de rol overnam in Welcome to Pooh Corner. Travis Oates doet het vanaf 2005. Wel waren er nog Steve Schatzberg en Jeff Bennett die de zangstem hebben gedaan. Voor de film uit 2018 deed Nick Mohammed de stem. 
In het Nederlands was Wim T. Schippers de eerste stem, waarna John de Winter het deed. Tot op heden is Philip ten Bosch de Nederlandse stem van Knorretje.